# Ingegerd Lundahl-Olsson
Ingegerd Birgitta Lundahl-Olsson, född 11 september 1926 i Åstorp, Björnekulla församling, Kristianstads län, död 3 februari 2004 i Lunds domkyrkoförsamling, Lund, var en svensk skulptör.
Åren 1954-1959 studerade hon på skulpturlinjen på Konstakademien i Stockholm
År 1968 flyttade Ingegerd Lundahl-Olsson till Lund, där hon verkade fram till sin död. År 1990 fick hon Lunds kommuns kulturpris.

## Offentliga verk i urval
- Lejonlabyrinten I Sofiero slotts park, röd granit och natursten, tillsammans med Marja Sikström (född 1942)
- Kattbärerskan, trä, i Palaestra i Lund
- Mariabild i Sankt Thomas kyrka i Lund
- Utsmyckning vid Lindängens servicecentrum i Malmö
- Forntid, granit, 1991, Ladugårdsmarken i Lund
- Fårnos, granit, 1987, Högevallsbadet i Lund